# Мајка!
Мајка! (енгл. Mother!) амерички је психолошки хорор филм из 2017. године, од редитеља и сценаристе Дарена Аронфског, са Џенифер Лоренс, Хавијером Бардемом, Едом Харисом, Мишел Фајфер, Доналом Глисоном и Кристен Виг у главним улогама. Радња прати младу жену, потписану као „мајка”, која води миран живот са својим супругом све док се мистериозни пар странаца не усели у њихову кућу. Филм представља библијску алегорију, у којој су главни ликови Мајка природа и Бог, док Адам, Ева, њихови синови и остали људи покушавају да уђу у њихов Еденски врт.
Након завршетка рада на филму Ноје (2014), Аронофски је за само пет дана написао сценарио за Мајку. Снимање је почело 13. јуна 2016, а завршило се 28. августа исте године. Иако је композитор Јохан Јохансон написао музику, Аронофски је на крају одлучио да филм изгледа најбоље без музике. Премијера је била 5. септембра 2017, на Филмском фестивалу у Венецији, да би га након тога продукцијска кућа Парамаунт пикчерс дистрибуирала у биоскопима.
Филм је зарадио 44,5 милиона долара и добио претежно позитивне оцене критичара, иако је изазвао бројне контроверзе због сцена насиља и начина на који су обрађене библијске теме. Био је номинован за 53 награде на различитим филмским фестивалима, од чега је освојио 9. Критичари на сајту Ротен томејтоуз оценили су га са 68%, а на Метакритику са 75%.

## Радња
У остацима спаљене куће, Он, признати песник са тренутном ауторском блокадом, поставља кристалну фигуру, након чега се кућа враћа у своје првобитно стање, усред прелепог врта. Пишчева жена и инспирација (потписана као мајка) наставља са реновирањем куће и забринута је што Он већ данима није написао ниједну реч за своју нову поему.
Убрзо им у посету долази мистериозни брачни пар, који почиње да ремети њихов миран живот. Човек се представља као велики обожавалац пишчевих дела, који жели да га упозна пре него што умре, док његова жена непрестано запиткује мајку зашто она и писац немају дете. Писац је гостољубив према свима, али мајки понестаје стрпљења за госте...

## Улоге
| Глумац           | Улога         |
| ---------------- | ------------- |
| Џенифер Лоренс   | мајка         |
| Хавијер Бардем   | Он            |
| Ед Харис         | човек         |
| Мишел Фајфер     | жена          |
| Брајан Глисон    | млађи брат    |
| Донал Глисон     | старији брат  |
| Џован Адепо      | пехарник      |
| Емили Хемпшир    | будала        |
| Крис Гартин      | прељубник     |
| Стивен Макхати   | фанатик       |
| Кристен Виг      | гласник       |
| Аманда Ворен     | лекарка       |
| Лоренс Лебеф     | девојка       |
| Сара-Жана Лаброс | следећа мајка |